# Cordillera Real (Bolivien)
Die Cordillera Real (deutsch: Königskordillere) ist eine Hochgebirgskette in den Anden Boliviens und Teil der bolivianischen Ostkordillere.
Die Cordillera Real ist ein Granit-Faltengebirge östlich des Regierungssitzes, La Paz, mit einer Länge von etwa 125 km und einer Breite von 20 km. Die Kordillere weist sieben Sechstausender auf, und zwar von Norden nach Süden:
- Pico del Norte (6070 m)
- Illampú (6368 m)
- Ancohuma (6427 m)
- Chearoco (6127 m)
- Chachacomani (6074 m)
- Huayna Potosí (6088 m)
- Illimani (6462 m)

Teile der Gebirgskette sind auf Grund ihrer Nähe zum Amazonastiefland und den von dort aufsteigenden feuchten Luftmassen noch vergletschert, aufgrund des weltweiten Klimawandels ist die Vergletscherung jedoch auch hier – wie in anderen Regionen der Erde – stark rückläufig.
Im erweiterten Sinn wird der Begriff „Cordillera Real“ auch für die gesamte bolivianische Bergkette von der bolivianischen Grenze bis Oruro verwandt, siehe Cordillera Central.